# Large Carnivore Initiative for Europe
Die Large Carnivore Initiative for Europe (LCIE), übersetzt ins Deutsche Initiative für große Karnivoren in Europa, ist eine der Species Survival Commission nachgeordnete und mit großen Raubtiere wie Wolf, Luchs, Braunbär und Vielfraß befasste Arbeitsgruppe innerhalb der IUCN. Vorsitzender der LCIE ist der italienische Zoologe Luigi Boitani. Zielsetzung von LCIE ist die „Erhaltung und Wiederherstellung lebensfähiger Populationen von Großraubtieren als in Koexistenz mit dem Menschen lebender, integraler Bestandteil von Ökosystemen und Landschaften in ganz Europa.“

## Geschichte
Die Gründung von LCIE erfolgte im Juni 1995 durch eine Koalition von Wissenschaftlern, Landmanagern, Regierungsvertretern und Naturschutzgruppen (darunter als treibender Kraft der WWF Europa) aus insgesamt 17 Ländern Europas. Anlass für die Gründung war die kritische Situation des Iberischen Luchses, dessen Bestand in 1990er und 2000er Jahren einen Tiefstand von weniger als 100 erwachsenen Tieren erreicht hatte, was ein Aussterben der Art möglich erscheinen ließ.

## Tätigkeiten
LCIE ist in beratender Tätigkeit sowohl auf EU- als auch auf nationaler Ebene aktiv. Mitglieder von LCIE sind zudem als Autoren an verschiedenen Fachpublikationen beteiligt.
Die LCIE hat sowohl für den Ständigen Ausschuss der Berner Konvention als auch die für die Abteilung Großraubtiere der Europäischen Kommission beratende Funktion und erstellt die für die EU maßgeblichen Dokumente, die als Grundlage für die nationalen Managementpläne für die Großraubtiere Wolf, Luchs, Braunbär und Vielfraß in Europa dienen. Mitglieder von LCIE sind zudem in Aktivitäten zum Schutz und zur Wiederansiedlung dieser Raubtierarten involviert und erfüllen Aufgaben beim Monitoring von Luchs, Braunbär und Vielfraß sowie beim Wolfsmonitoring.
Die LCIE arbeitet u. a. mit der Nichtregierungsorganisation Rewilding Europe zusammen.

### Deutschland
Deutsche Mitglieder von LCIE sind Ilka Reinhardt, Mit-Gründerin und -Leiterin des LUPUS – Institut für Wolfsmonitoring und -forschung in Deutschland, Carsten Nowak, Fachgebietsleiter für Naturschutzgenetik am Senckenberg Forschungsinstitut in Frankfurt am Main, sowie Manfred Wölfl, Mitarbeiter beim Bayerischen Landesamt für Umwelt (LfU).